# Ден-Оссе
Ден-Оссе (нід. Den Osse) — селище в нідерландській провінції Зеландія. Входить до муніципалітету Схаувен-Дьойвеланд.